# 2001年度電視節目欣賞指數調查
2001年度電視節目欣賞指數調查，頒獎禮於2002年3月8日頒發。

## 最高欣賞指數電視節目
- 第一位：尋找他鄉的故事IV（亞洲電視）
- 第二位：百萬富翁（亞洲電視）
- 第三位：鏗鏘集（香港電台）
- 第四位：醫生與你（香港電台）
- 第五位：2001年大事回顧系列 （無綫電視）
- 第六位：新聞透視（無綫電視）
- 第七位：信是有情V郵件（香港電台）
- 第八位：百載鑪峰（香港電台）
- 第九位：星期二檔案（無綫電視）
- 第十位：香港人在故鄉 （亞洲電視）
- 第十一位：妙手仁心II（無綫電視）
- 第十二位：傑出華人系列（香港電台）
- 第十三位：有線新聞（有線電視）
- 第十四位：校際時事學術常識及資訊科技問答比賽（香港電台）
- 第十五位：爸爸媽媽上學去（香港電台）
- 第十六位：生活逼人來（香港電台）
- 第十七位：頭條新聞（香港電台）
- 第十八位：反斗英語II（香港電台）
- 第十九位：大漠長路（香港電台）
- 第二十位：春風伴我行（香港電台）

## 外部連結
- 2001年度電視欣賞指數調查調查結果（页面存档备份，存于）